# باشگاه فوتبال بارول
باشگاه فوتبال بارول (به انگلیسی: Barwell Football Club) یک باشگاه فوتبال در شهر براول، کشور انگلستان است که در سال ۱۹۹۲ میلادی تأسیس شده‌است.